# Wereldbeker schansspringen 2004/2005
De wereldbeker schansspringen (officieel: E.ON Ruhrgas FIS World Cup Ski-Jumping presented by Viessmann) van het seizoen 2004/2005 begon op 26 november 2004 in het Finse Kuusamo. De laatste wedstrijd was op 20 maart 2005 op de skivliegschans van het Sloveense Planica. De wereldbeker omvatte dertig wedstrijden.
De Fin Janne Ahonen prolongeerde zijn titel. Tweede werd de Noor Roar Ljøkelsøy. Ondanks de derde plaats voor de Fin Matti Hautamäki was het Oostenrijk dat de wereldbeker voor landenteams won.

## Uitslagen en standen

### Kalender
| Datum                                                                                               | Plaats                         | Schans                         | Opmerking                      | Eerste                                                                          | Tweede                                                                 | Derde                                                                           |
| --------------------------------------------------------------------------------------------------- | ------------------------------ | ------------------------------ | ------------------------------ | ------------------------------------------------------------------------------- | ---------------------------------------------------------------------- | ------------------------------------------------------------------------------- |
| 26.11.2004                                                                                          | Kuusamo                        | HS142                          | Avond                          | Janne Ahonen                                                                    | Thomas Morgenstern                                                     | Jakub Janda                                                                     |
| 27.11.2004                                                                                          | Kuusamo                        | HS142                          | Avond                          | Janne Ahonen                                                                    | Alexander Herr                                                         | Martin Höllwarth                                                                |
| 04.12.2004                                                                                          | Trondheim                      | HS131                          | Avond                          | Janne Ahonen                                                                    | Jakub Janda                                                            | Andreas Widhölzl                                                                |
| 05.12.2004                                                                                          | Trondheim                      | HS131                          |                                | Janne Ahonen                                                                    | Martin Höllwarth                                                       | Andreas Widhölzl                                                                |
| 11.12.2004                                                                                          | Harrachov                      | HS142                          |                                | Adam Małysz                                                                     | Janne Ahonen                                                           | Georg Späth                                                                     |
| 12.12.2004                                                                                          | Harrachov                      | HS142                          |                                | Janne Ahonen                                                                    | Roar Ljøkelsøy                                                         | Jakub Janda                                                                     |
| 18.12.2004                                                                                          | Engelberg                      | HS137                          |                                | Janne Ahonen                                                                    | Thomas Morgenstern                                                     | Jakub Janda                                                                     |
| 19.12.2004                                                                                          | Engelberg                      | HS137                          |                                | Janne Ahonen                                                                    | Jakub Janda                                                            | Martin Höllwarth                                                                |
| Vierschansentoernooi 2005                                                                           |                                |                                |                                |                                                                                 |                                                                        |                                                                                 |
| 29.12.2004                                                                                          | Oberstdorf                     | HS137                          | Avond                          | Janne Ahonen                                                                    | Roar Ljøkelsøy                                                         | Adam Małysz                                                                     |
| 01.01.2005                                                                                          | Garmisch-Partenkirchen         | HS125                          |                                | Janne Ahonen                                                                    | Thomas Morgenstern                                                     | Georg Späth                                                                     |
| 03.01.2005                                                                                          | Innsbruck                      | HS130                          |                                | Janne Ahonen                                                                    | Adam Małysz                                                            | Jakub Janda                                                                     |
| 06.01.2005                                                                                          | Bischofshofen                  | HS140                          | Avond                          | Martin Höllwarth                                                                | Janne Ahonen                                                           | Daiki Ito                                                                       |
| Uitslag vierschansentoernooi:                                                                       | Uitslag vierschansentoernooi:  | Uitslag vierschansentoernooi:  | Uitslag vierschansentoernooi:  | Janne Ahonen                                                                    | Martin Höllwarth                                                       | Thomas Morgenstern                                                              |
| 08.01.2005                                                                                          | Willingen                      | HS145                          | Team Avond                     | Duitsland Georg Späth Michael Uhrmann Alexander Herr Maximilian Mechler         | Finland Janne Ahonen Risto Jussilainen Matti Hautamäki Tami Kiuru      | Oostenrijk Andreas Widhölzl Thomas Morgenstern Wolfgang Loitzl Martin Höllwarth |
| 09.01.2005                                                                                          | Willingen                      | HS145                          | Avond                          | Janne Ahonen                                                                    | Martin Höllwarth                                                       | Andreas Küttel                                                                  |
| 15.01.2005                                                                                          | Bad Mitterndorf/Tauplitz       | HS200                          | Skivliegen Avond               | Andreas Widhölzl                                                                | Roar Ljøkelsøy                                                         | Adam Małysz                                                                     |
| 16.01.2005                                                                                          | Bad Mitterndorf/Tauplitz       | HS200                          | Skivliegen Avond               | Adam Małysz                                                                     | Andreas Widhölzl                                                       | Risto Jussilainen                                                               |
| 22.01.2005                                                                                          | Titisee-Neustadt               | HS142                          |                                | Janne Ahonen                                                                    | Jakub Janda                                                            | Thomas Morgenstern                                                              |
| 23.01.2005                                                                                          | Titisee-Neustadt               | HS142                          |                                | Jakub Janda                                                                     | Adam Małysz                                                            | Risto Jussilainen                                                               |
| 29.01.2005                                                                                          | Zakopane                       | HS134                          | Avond                          | Adam Małysz Roar Ljøkelsøy                                                      |                                                                        | Risto Jussilainen                                                               |
| 30.01.2005                                                                                          | Zakopane                       | HS134                          |                                | Adam Małysz                                                                     | Janne Ahonen                                                           | Roar Ljøkelsøy                                                                  |
| 05.02.2005                                                                                          | Sapporo                        | HS134                          | Avond                          | Kazuyoshi Funaki                                                                | Thomas Morgenstern                                                     | Roar Ljøkelsøy                                                                  |
| 06.02.2005                                                                                          | Sapporo                        | HS134                          |                                | Roar Ljøkelsøy                                                                  | Risto Jussilainen                                                      | Thomas Morgenstern                                                              |
| 11.02.2005                                                                                          | Pragelato                      | HS140                          | Avond                          | Matti Hautamäki                                                                 | Michael Uhrmann                                                        | Thomas Morgenstern                                                              |
| 11.02.2005                                                                                          | Pragelato                      | HS140                          | Team Avond                     | Oostenrijk Wolfgang Loitzl Andreas Widhölzl Thomas Morgenstern Martin Höllwarth | Slovenië Jernej Damjan Rok Benkovic Robert Kranjec Primoz Peterka      | Duitsland Martin Schmitt Jörg Ritzerfeld Michael Uhrmann Stephan Hocke          |
| 16 februari tot en met 27 februari 2005: wereldkampioenschap schansspringen in Oberstdorf Duitsland |                                |                                |                                |                                                                                 |                                                                        |                                                                                 |
| 05.03.2005                                                                                          | Lahti                          | HS130                          | Team Avond                     | Noorwegen Roar Ljøkelsøy Bjørn Einar Romøren Henning Stensrud Daniel Forfang    | Finland Matti Hautamäki Janne Ahonen Risto Jussilainen Jussi Hautamäki | Oostenrijk Wolfgang Loitzl Martin Höllwarth Florian Liegl Thomas Morgenstern    |
| Nordic Tournament 2005:                                                                             |                                |                                |                                |                                                                                 |                                                                        |                                                                                 |
| 06.03.2005                                                                                          | Lahti                          | HS130                          | Avond                          | Matti Hautamäki                                                                 | Roar Ljøkelsøy                                                         | Thomas Morgenstern                                                              |
| 08.03.2005                                                                                          | Kuopio                         | HS127                          | Avond                          | Matti Hautamäki                                                                 | Roar Ljøkelsøy                                                         | Jakub Janda                                                                     |
| 11.03.2005                                                                                          | Lillehammer                    | HS134                          | Avond                          | Matti Hautamäki                                                                 | Sigurd Pettersen                                                       | Lars Bystøl                                                                     |
| 13.03.2005                                                                                          | Oslo                           | HS128                          |                                | Matti Hautamäki                                                                 | Bjørn Einar Romøren                                                    | Michael Uhrmann                                                                 |
| Nordic Tournament - Eindstand:                                                                      | Nordic Tournament - Eindstand: | Nordic Tournament - Eindstand: | Nordic Tournament - Eindstand: | Matti Hautamäki                                                                 | Roar Ljøkelsøy                                                         | Michael Uhrmann                                                                 |
| 19.03.2005                                                                                          | Planica                        | HS215                          | Skivliegen                     | Matti Hautamäki                                                                 | Andreas Widhölzl                                                       | Bjørn Einar Romøren                                                             |
| 20.03.2005                                                                                          | Planica                        | HS215                          | Skivliegen                     | Bjørn Einar Romøren                                                             | Roar Ljøkelsøy                                                         | Andreas Widhölzl                                                                |

### Eindstanden
| Wereldbeker algemeen | Wereldbeker algemeen | Wereldbeker algemeen | Wereldbeker algemeen |
| Plaats               | Naam                 | Land                 | Punten               |
| -------------------- | -------------------- | -------------------- | -------------------- |
| 1                    | Janne Ahonen         | Finland              | 1715                 |
| 2                    | Roar Ljøkelsøy       | Noorwegen            | 1440                 |
| 3                    | Matti Hautamäki      | Finland              | 1275                 |
| 4                    | Adam Małysz          | Polen                | 1201                 |
| 5                    | Martin Höllwarth     | Oostenrijk           | 1179                 |
| 6                    | Jakub Janda          | Tsjechië             | 1164                 |
| 7                    | Thomas Morgenstern   | Oostenrijk           | 1138                 |
| 8                    | Andreas Widhölzl     | Oostenrijk           | 999                  |
| 9                    | Michael Uhrmann      | Duitsland            | 804                  |
| 10                   | Lars Bystøl          | Noorwegen            | 613                  |

| Landenklassement | Landenklassement | Landenklassement |
| Plaats           | Land             | Punten           |
| ---------------- | ---------------- | ---------------- |
| 1                | Oostenrijk       | 5102             |
| 2                | Finland          | 4711             |
| 3                | Noorwegen        | 4124             |
| 4                | Duitsland        | 3327             |
| 5                | Japan            | 1816             |